# 1855년 공식 보르도 포도주 분류법
1855년 공식 보르도 포도주 분류법(프랑스어: Classification officielle des vins de Bordeaux de 1855)은 파리국제박람회(프랑스어: Expositions universelles de Paris)를 위해 나폴레옹 3세의 요구로 만들어졌다. 포도주업자들은 양조장의 명성과 가격이 바로 포도주의 품질과 연결되는 시대에 양조장의 명성과 가격, 2개의 기준을 가지고 1855년 공식 보르도 포도주 분류법을 완성했다. 이 분류법과 크뤼 부르주와는 프랑스정부의 프랑스 와인의 품질 체계와는 다르게 보르도 포도주들만의 자체 분류법이다. 포도주병 라벨에 정부의 프랑스 와인의 품질 체계와 1855년 공식 보르도 포도주 분류법의 등급, 2가지가 동시에 표기된다.
포도주들은 1등급에서 5등급 그랑크뤼(grand cru)로 나뉜다. 그라베(Graves)지역의 샤토 오 브리옹(Château Haut-Brion)을 제외한 모든 적포도주는 메독(Médoc)지역에서 생산되었다.
분류법이 지정된 이후 두가지 변화가 있었다. 1856년 샤토 캉트메를(Château Cantemerle)이 5등급 그랑크뤼로 추가되었고 1973년 샤토 무통 로쉴드 오브틴(Château Mouton-Rothschild obtint)이 2등급 그랑 크뤼에서 1등급 그랑 크뤼로 승격되었다. 프랑스에서 이 분류법과 이 분류법 속의 88개의 샤토(61개의 적포도주, 27의 백포도주)는 포도주 애호가들이 즐겨 토론하는 주제 중의 하나이다.
아래의 목록은 현재의 분류법을 참조한 것이다. 1855년의 목록과는 차이가 있다는 것을 밝힌다.

## 목록

### 일등급/프르미에 그랑 크뤼(Premiers Crus)
- 샤토 라피트 로쉴드
- 샤토 마르고
- 샤토 라투르
- 샤토 오브리옹(Château Haut-Brion)
- 샤토 무통 로쉴드(Château Mouton-Rothschild)

## 같이 보기
- 파리의 심판